# Z 20500
Z 20500 — французский двухэтажный электропоезд. Строился в 1985-1995 годах. Всего было построено 52 поезда. По состоянию на декабрь 2011 эксплуатируются все произведённые поезда. 
Z 20500 принадлежит семейству Z 2N. Также в это семейство входят Z 5600, Z 8800, Z 20900, Z 92050.

## Композиции
- 4 коротких вагонов — 2 головных Z 20500 + 2 пассажирских вагона от Z 5600/Z8800.
- 4 длинных вагонов — все вагоны от Z 20500.
- 5 длинных вагонов — все вагоны от Z 20500.
- 5 коротких вагонов — 2 головных Z 20500 + 3 пассажирских вагона от Z 5600/Z 8800.